# Murallas de Constantinopla
Las murallas de Constantinopla son una serie de muros defensivos de piedra que han rodeado y protegido la ciudad de Constantinopla (hoy en día Estambul en Turquía) desde su fundación como la nueva capital del Imperio romano de Oriente por Constantino I. Con numerosas adiciones y modificaciones durante su historia, fueron el último gran sistema de fortificación de la antigüedad y uno de los sistemas más complejos y elaborados jamás construidos.
Inicialmente construidas por Constantino I, las murallas rodeaban la nueva ciudad por todos lados, protegiéndola contra ataques tanto por mar como por tierra. A medida que la ciudad crecía, en el siglo V se construyó la famosa línea doble de las murallas de Teodosio. Aunque las otras secciones de las murallas eran menos elaboradas, cuando se encontraban bien defendidas por soldados, eran casi inexpugnables para cualquier sitiador medieval. Salvaron la ciudad, y con ella al Imperio bizantino, durante los asedios de la coalición ávaro-sasánida, árabes, rusos y búlgaros, entre otros. El advenimiento de los cañones de asedio de pólvora hizo que las fortificaciones fueran vulnerables, pero la tecnología de los cañones no estaba lo suficientemente avanzada para capturar la ciudad por sí sola, ya que las murallas podían repararse entre recargas. Finalmente, la ciudad cayó por el peso de las fuerzas otomanas el 29 de mayo de 1453 después de un asedio de seis semanas.
Las murallas se mantuvieron en gran parte intactas durante la mayor parte del período otomano hasta que las secciones comenzaron a desmantelarse en el siglo XIX, cuando la ciudad superó sus límites medievales. A pesar de la falta de mantenimiento, muchas partes de los muros sobrevivieron y todavía se encuentran en pie. Desde los años ochenta se ha puesto en marcha un programa de restauración a gran escala.

## Murallas terrestres

### Murallas griegas y romanas de Bizancio
Según la tradición, la ciudad fue fundada como Bizancio por colonos griegos de Mégara, liderados por el epónimo Bizas, alrededor del 658 a. C. En ese momento, la ciudad consistía en una pequeña región alrededor de una acrópolis ubicada en la colina más oriental (correspondiente al sitio moderno del Palacio de Topkapı). Según la Patria constantinopolitana, la antigua Bizancio estaba rodeada por una pequeña muralla que comenzaba en el borde norte de la acrópolis, se extendía al oeste hasta la Torre de Eugenio, luego se dirigía al sur y al oeste hacia el Strategion y los Baños de Aquiles, continuaba hacia el sur hasta la zona conocida en la época bizantina como Chalkoprateia, y luego girando, en la zona de Santa Sofía, en un bucle hacia el noreste, cruzó las regiones conocidas como Topoi y Arcadianae, llegando al mar en el último cuarto de Mangana. Este muro estaba protegido por 27 torres y tenía al menos dos puertas terrestres, una que sobrevivió para ser conocida como el Arco de Urbicius, y otra donde más tarde se ubicó el monumento Milion. En el lado del mar, el muro era mucho más bajo. Aunque el autor de la Patria afirma que esta muralla data de la época de Bizas, el investigador francés Raymond Janin cree que es más probable que refleje la situación después de que la ciudad fuera reconstruida por el general espartano Pausanias, que la conquistó en el 479 a. C. Se sabe que este muro fue reparado, con lápidas, bajo el liderazgo de un tal Leo en el 340 a. C., ante un ataque de Filipo II de Macedonia.
Bizancio fue relativamente poco importante durante el período romano temprano. Los contemporáneos la describieron como una ciudad rica, bien poblada y bien fortificada, pero esta opulencia llegó a su fin debido a su apoyo a Pescenio Níger (r. 193-194) en su guerra contra Septimio Severo (r. 193-211). Según el relato de Dion Casio, la ciudad resistió contra las fuerzas de Severo durante tres años, hasta 196, y sus habitantes recurrieron incluso a arrojar estatuas de bronce a los sitiadores cuando se quedaron sin otros proyectiles. Severo castigó duramente a la ciudad: los fuertes muros fueron demolidos y la ciudad fue privada de su estatus cívico, quedando reducida a una mera aldea dependiente de Heraclea Perinto. Sin embargo, al apreciar la importancia estratégica de la ciudad, Severo finalmente la reconstruyó y la dotó de muchos monumentos, incluido un Hipódromo y los Baños de Zeuxippos, así como un nuevo conjunto de murallas, ubicadas a unos 300-400 m al oeste de las antiguas. Poco se sabe de las murallas de Severo, salvo una breve descripción de su curso hecha por Zósimo y que su puerta principal estaba ubicada al final de una avenida porticada (la primera parte del Mese posterior), y poco antes de la entrada del posterior Foro de Constantino. El muro parece haberse extendido desde cerca del moderno puente de Gálata en el barrio Eminönü hacia el sur, pasando por las cercanías de la mezquita de Nuruosmaniye, para curvarse alrededor del muro sur del Hipódromo, y luego ir hacia el noreste para encontrarse con los viejos muros cerca del Bósforo. La Patria también menciona la existencia de otro muro durante el asedio de Bizancio por parte de Constantino el Grande (r. 306-337) durante el conflicto de este último con Licinio (r. 308-324), en el 324. El texto menciona que un antemuro (proteichisma) corría cerca del Filadefión, ubicado aproximadamente en el medio de la ciudad, lo que sugiere la expansión de la ciudad más allá de las murallas de Severo en ese momento.

### Murallas de Constantino
Al igual que hizo Severo anteriormente, Constantino comenzó por castigar a la ciudad al ponerse del lado de su rival derrotado, pero pronto él también se dio cuenta de las ventajas de la ubicación de Bizancio. Durante 324-336 la ciudad fue completamente reconstruida e inaugurada el 11 de mayo de 330 bajo el nombre de «Nueva Roma» o «Segunda Roma». Finalmente, la ciudad se llamaría más comúnmente como Constantinopla, la «Ciudad de Constantino», en dedicación a su fundador (Gk. Κωνσταντινούπολις, Konstantinoupolis). La Nueva Roma estaba protegida por un nuevo muro a unos 2,8 km (15 estadios) al oeste del muro de Severo. La fortificación de Constantino consistió en un solo muro, reforzado con torres a distancias regulares, que comenzó a construirse en 324 y se completó bajo el reinado de su hijo Constancio II (r. 337-361). Solo se conoce el curso aproximado del muro: comenzó en la Iglesia de San Antonio en el Cuerno de Oro, cerca del moderno puente de Atatürk, seguía hacia el suroeste y luego hacia el sur, pasaba al este de las grandes cisternas abiertas de Mocius y de Aspar, y terminaba cerca de la Iglesia de Theotokos de los Rhabdos en la costa de Propontis, en algún lugar entre las puertas marinas posteriores de los santos Aemilianus y Psamathos.
Ya a principios del siglo V, Constantinopla se había expandido fuera de las murallas de Constantino en el área extramuros conocida como Exokionion o Exakionion. La muralla sobrevivió durante gran parte del período bizantino, a pesar de que fue reemplazada por las murallas teodosianas como la principal defensa de la ciudad. Un pasaje ambiguo se refiere a daños extensos en el «muro interior» de la ciudad por un terremoto el 25 de septiembre de 478, que probablemente se refiere al muro constantiniano, y Teófanes el Confesor informa nuevos daños por el terremoto de 557. Parece que grandes partes sobrevivieron relativamente intactas hasta el siglo IX: el historiador del siglo XI Jorge Cedreno registra que el «muro del Exokionion», probablemente una parte del muro constantiniano, se derrumbó en un terremoto en 867. Solo los rastros del muro parecen haber sobrevivido en épocas posteriores, aunque Van Millingen afirma que algunas partes sobrevivieron en la región de İsakapı hasta principios del siglo XIX. La reciente construcción del Centro de Transferencia de Yenikapı ha desenterrado una sección de los cimientos del muro de Constantino.

#### Puertas
Los nombres de varias puertas de las murallas constantinianas han sobrevivido el paso del tiempo, pero los eruditos debaten su identidad y ubicación exacta.
La antigua Puerta Dorada (en griego antiguo: Χρυσεία Πύλη, en latín: Porta Aurea), conocida también como la Puerta Xerolophos y la Puerta de Saturnino, se menciona en la Notitia Urbis Constantinopolitanae, que establece además que la muralla de la ciudad en la región que la rodea estaba «profusamente decorada». La puerta se encontraba en algún lugar de la ladera sur de la séptima colina. Su construcción se atribuye a menudo a Constantino, pero de hecho es de edad incierta. Sobrevivió hasta el siglo XIV, cuando el erudito bizantino Manuel Crisoloras la describió como construida con «anchos bloques de mármol con una alta apertura», y coronada por una especie de estoa. A finales de la época bizantina, supuestamente se colocó una pintura de la crucifixión en la puerta, lo que llevó a su posterior nombre otomano, İsakapı («Puerta de Jesús»). Fue destruida por un terremoto en 1509, pero su ubicación aproximada se conoce por la presencia de la cercana mezquita İsakapı Mescidi.
La identidad y ubicación de la Puerta de At[t]alos (Πόρτα Ἀτ[τ]άλου, Porta At[t]alou) no está clara. Cyril Mango la identifica con el Puerta Dorada; van Millingen lo coloca en la séptima colina, a una altura que probablemente corresponda a una de las puertas posteriores de las murallas teodosianas en esa área; y Raymond Janin la ubica más al norte, al otro lado del Lycus y cerca del punto donde el río pasaba por debajo del muro. En siglos anteriores, estaba decorado con muchas estatuas, incluida una de Constantino, que cayó en un terremoto en 740.
La única puerta cuya ubicación se conoce con certeza, además de la antigua Puerta Dorada, es la Puerta de San Emiliano (Πόρτα τοῦ ἁγίου Αἰμιλιανοῦ, Porta tou hagiou Aimilianou), nombrada en turco Davutpaşa Kapısı. Se encontraba en la unión con los malecones y servía de comunicación con la costa. Según el Cronicón pascual, la iglesia de Santa María de Rabdos, donde se guardaba la vara de Moisés, estaba junto a la puerta.
La antigua Puerta de los Prodromos (Παλαιὰ Πόρτα τοῦ Προδρόμου, Palaia Porta tou Prodromou), llamada así por la cercana Iglesia de San Juan Bautista (llamada Prodromos, «el Precursor», en griego), es otro caso poco claro. Van Millingen la identifica con el Puerta Dorada, mientras que Janin considera que se encontraba en la ladera norte de la séptima colina.
La última puerta conocida es la Puerta de Melantias (Πόρτα τῆς Μελαντιάδος, Porta tēs Melantiados), cuya ubicación también se debate. Van Millingen consideró que era una puerta de la muralla de Teodosio (la Puerta de Pege), mientras que más recientemente, Janin y Mango han refutado esto, sugiriendo que estaba ubicado en la muralla de Constantino. Mientras que Mango la identifica con la Puerta de los Prodromos, Janin considera que el nombre es una corrupción del barrio de ta Meltiadou y coloca la puerta al oeste de la cisterna de Mocius. Otros autores lo identificaron con la Puerta de Adrianópolis (A. M. Schneider) o con la Puerta de Rhesios (A. J. Mordtmann).

### Murallas de Teodosio
Las murallas dobles de Teodosio (en griego: τεῖχος Θεοδοσιακόν, teichos Theodosiakon), situadas a unos 2 km al oeste de la antigua muralla de Constantino, fueron erigidas durante el reinado del emperador Teodosio II (r. 402-450), de quien recibieron su nombre. El trabajo se llevó a cabo en dos fases, con la primera fase erigida durante la minoría de Teodosio bajo la dirección de Antemio, el prefecto pretoriano de Oriente, y se terminó en 413 según una ley del Codex Theodosianus. Sin embargo, una inscripción descubierta en 1993 registra que el trabajo duró nueve años, lo que indica que la construcción ya había comenzado c. 404/405, durante el reinado del emperador Arcadio (r. 383–408). Esta construcción inicial consistió en un solo muro cortina con torres, que ahora forma el circuito interior de las murallas teodosianas.
Tanto la muralla original de Constantino como la de Teodosio sufrieron graves daños en dos terremotos, el 25 de septiembre de 437 y el 6 de noviembre de 447. Este último fue especialmente poderoso y destruyó gran parte de la muralla, incluidas 57 torres. Los terremotos posteriores, incluido otro importante en enero de 448, agravaron los daños. Teodosio II ordenó al prefecto pretoriano Constantino que supervisara las reparaciones, lo que se hizo aún más urgente porque la ciudad estaba amenazada por la presencia de Atila el Huno en los Balcanes. Empleando las «facciones del circo» de la ciudad en la obra, las paredes fueron restauradas en un récord de 60 días, según los cronistas bizantinos y tres inscripciones encontradas in situ. Es en esta fecha que la mayoría de los eruditos creen que se agregó el segundo muro exterior, así como un amplio foso abierto frente a los muros, pero la validez de esta interpretación es cuestionable; el muro exterior era posiblemente una parte integral del concepto de fortificación original.
A lo largo de su historia, los muros fueron dañados por terremotos e inundaciones del río Lycus. Las reparaciones se llevaron a cabo en numerosas ocasiones, como atestiguan las numerosas inscripciones que conmemoran a los emperadores o sus sirvientes que se comprometieron a restaurarlos. La responsabilidad de estas reparaciones recaía en un funcionario conocido como el Doméstico de las Murallas o el Conde de las Murallas (Δομέστικος/Κόμης τῶν τειχέων, Domestikos/Komēs tōn teicheōn), que empleó los servicios de la población de la ciudad en esta tarea. Después de la conquista latina de 1204, las murallas cayeron cada vez más en mal estado, y el resurgido estado bizantino después de 1261 carecía de los recursos para mantenerlas, excepto en tiempos de amenaza directa.

#### Curso y topografía
En su estado actual, las murallas de Teodosio se extienden unos 5,7 km de sur a norte, desde la «Torre de mármol» (en turco: Mermer Kule), también conocida como la «Torre de Basilio y Constantino» (en griego, Pyrgos Basileiou kai Kōnstantinou), en la costa del mar de Mármara hasta la zona del Palacio de los Porfirogenetas en el barrio de Blanquerna. El muro exterior y el foso terminan incluso antes, a la altura de la Puerta de Adrianópolis. La sección entre Blanquerna y el Cuerno de Oro no sobrevive, ya que la línea de las murallas se adelantó más tarde para cubrir el suburbio de Blanquerna, y su curso original es imposible de determinar ya que está enterrado debajo de la ciudad moderna.
Desde el mar de Mármara, el muro gira bruscamente hacia el noreste, hasta llegar al Cuerno de Oro, a unos 14 m sobre el nivel del mar. Desde allí y hasta la Puerta de Rhegion la muralla sigue una línea más o menos recta hacia el norte, subiendo la séptima colina de la ciudad. Desde allí, el muro gira bruscamente hacia el noreste, subiendo hasta la Puerta de San Romano, ubicada cerca del pico de la séptima colina a unos 68 m sobre el nivel del mar. Desde allí, la muralla desciende al valle del río Lycus, donde alcanza su punto más bajo a 35 m sobre el nivel del mar. Subiendo la ladera de la sexta colina, la muralla sube hasta la Puerta de Charisius o Puerta de Adrianópolis, a unos 76 m de altura. Desde la Puerta de Adrianópolis hasta las Blaquernas, las murallas descienden hasta un nivel de unos 60 m Desde allí, las últimas murallas de Blanquerna se proyectan bruscamente hacia el oeste, alcanzando la llanura costera en el Cuerno de Oro cerca de las llamada Prisión de Anemas.

#### Construcción

Esquema de las murallas de Teodosio

Las murallas teodosianas consisten en un muro interior principal (μέγα τεῖχος, mega teichos, «gran muro»), separado del muro exterior menor (ἔξω τεῖχος, exō teichos o μικρὸν τεῖχος, mikron teichos, «muro pequeño») por una terraza, el peribolos (περίβολος). Entre el muro exterior y el foso (σοῦδα, souda) se extendía una terraza exterior, el parateichion (τὸ ἔξω παρατείχιον), mientras que un parapeto bajo coronaba el acantilado oriental del foso. El acceso a ambas terrazas fue posible a través de poternas ubicadas a ambos lados de las torres de los muros.
El muro interior es una estructura sólida, de 4,5 a 6 m de espesor y 12 m de altura. Está revestido con bloques de piedra caliza cuidadosamente cortados, mientras que su centro se rellena con mortero de cal y ladrillos triturados. Entre siete y once bandas de ladrillo, de aproximadamente 40 cm de espesor, atraviesan la estructura, no solo como forma de decoración, sino también fortaleciendo la cohesión de la estructura al unir la fachada de piedra con el núcleo de mortero, y aumentando la resistencia a los terremotos. La muralla se reforzó con 96 torres, principalmente cuadradas pero también algunas octogonales, tres hexagonales y una única pentagonal. Tenían 15-20 m de alto y 10-12 m de ancho, y estaban colocados a distancias irregulares, según la elevación del terreno: los intervalos varían entre 21 y 77 m, aunque la mayoría de las secciones de muro cortina miden entre 40 y 60 metros. Cada torre tenía una terraza almenada en la parte superior. Su interior solía estar dividido por un piso en dos cámaras, que no se comunicaban entre sí. La cámara inferior, que se abría a través del muro principal a la ciudad, se usaba para almacenamiento, mientras que a la superior se podía ingresar desde la pasarela del muro, y tenía ventanas para ver y para disparar proyectiles. El acceso a la pared fue proporcionado por grandes rampas a lo largo de su lado. También se podía acceder a la planta baja desde el peribolos mediante pequeñas poternas. En términos generales, la mayoría de las torres supervivientes de la muralla principal se han reconstruido en la época bizantina o en la otomana, y solo los cimientos de algunas son de construcción teodosiana original. Además, mientras que hasta el período comneniano las reconstrucciones se mantuvieron en gran medida fieles al modelo original, las modificaciones posteriores ignoraron las ventanas y las troneras de la tienda superior y se centraron en la terraza de la torre como única plataforma de combate.

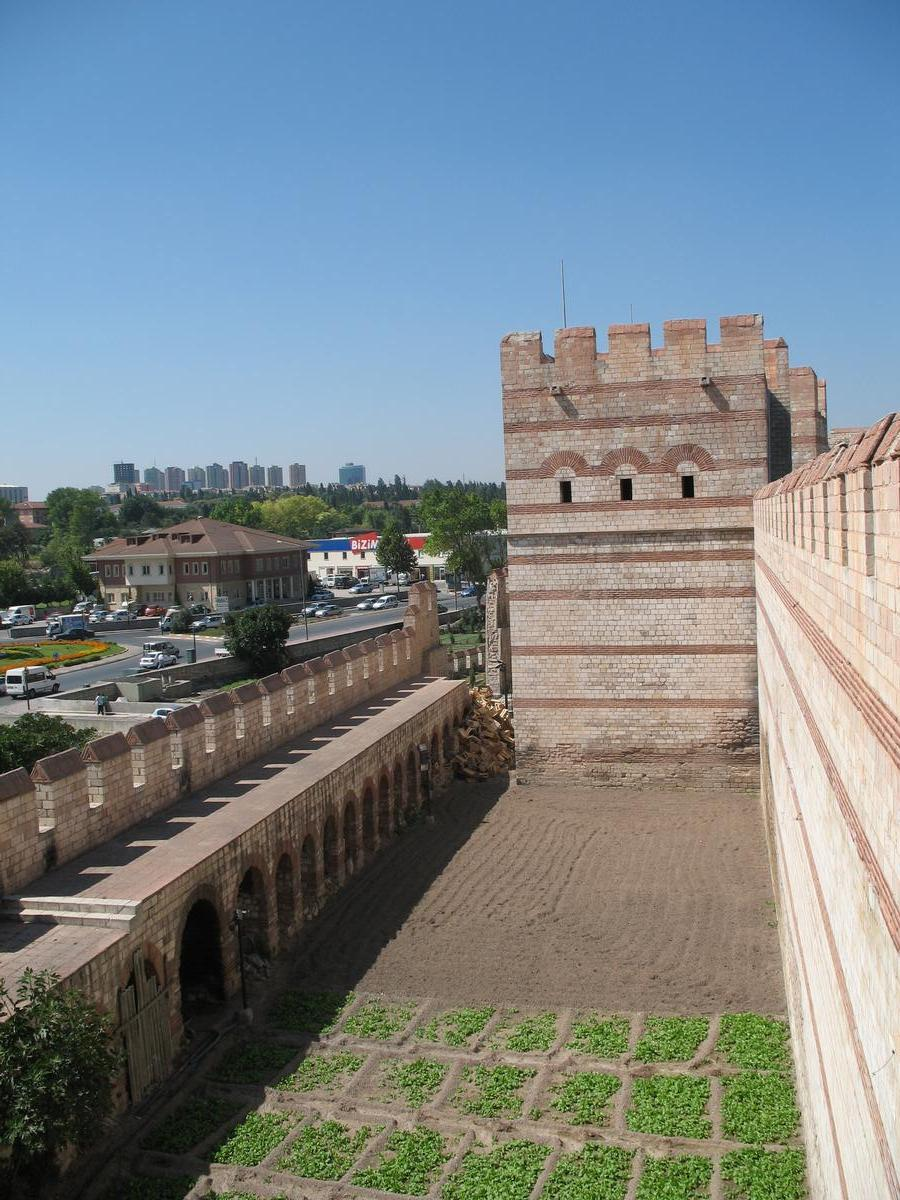
Foto del peribolos, el espacio entre los muros interior y exterior.

El muro exterior tenía 2 m de espesor en su base y presentaba cámaras arqueadas al nivel del peribolos, coronadas por una pasarela almenada, que alcanzaba una altura de 8,5 a 9 m. El acceso al muro exterior desde la ciudad se proporcionó a través de las puertas principales o a través de pequeñas poternas en la base de las torres del muro interior. La muralla exterior también tenía torres, situadas aproximadamente a medio camino entre las torres de la muralla interior, y actuando como apoyo a ellas. Estaban espaciadas por entre 48 y 78 m, con una distancia promedio de 50 a 66 m. Solo sobreviven 62 de las torres del muro exterior. Con pocas excepciones, son cuadradas o en forma de media luna, de 12 a 14 m de alto y 4 m de ancho. Presentaban una habitación con ventanas al nivel del peribolos, coronada por una terraza almenada, mientras que sus porciones inferiores eran sólidas o presentaban pequeñas poternas que permitían el acceso a la terraza exterior. La muralla exterior era un formidable edificio defensivo por derecho propio: en los asedios de 1422 y 1453, los bizantinos y sus aliados, siendo demasiado pocos para mantener ambas líneas de muralla, se concentraron en la defensa de la muralla exterior.
El foso estaba situado a una distancia de unos 20 m del muro exterior. El foso en sí tenía más de 20 m de ancho y hasta 10 m de profundidad, con un muro almenado de 1,5 m de alto en el lado interior, que servía como primera línea de defensa. Los muros transversales atraviesan el foso, estrechándose hacia la parte superior para no ser utilizados como puentes. Se ha demostrado que algunos de ellos contienen tuberías que llevaban agua a la ciudad desde la región montañosa hasta el norte y el oeste de la ciudad. Por tanto, su función se ha interpretado como la de acueductos para el llenado del foso y como presas que lo dividen en compartimentos y permiten retener el agua a lo largo de los muros. Según Alexander van Millingen, hay poca evidencia directa en los relatos de los asedios de la ciudad que sugieran que el foso se inundó alguna vez. En las secciones al norte de la Puerta de San Romano, la pendiente de las laderas del valle de Lycus hizo que el mantenimiento de la construcción del foso fuera problemático; es probable, por tanto, que el foso terminara en la Puerta de San Romano y no se reanudara hasta después de la Puerta de Adrianópolis.
La sección más débil del muro era el llamado Mesoteichion (Μεσοτείχιον, «Muro del Medio»). Los eruditos modernos no están de acuerdo sobre la extensión de esta porción del muro, que se ha definido de diversas maneras desde tan estrecho como el tramo entre la Puerta de San Romano y la Quinta Puerta Militar (A. M. Schneider) hasta tan ancho como desde la Puerta de Rhegion a la Quinta Puerta Militar (B. Tsangadas) o de la Puerta de San Romano a la Puerta de Adrianópolis (A. van Millingen).
Los muros sobrevivieron a todo el período otomano y aparecieron en relatos de viajes de visitantes extranjeros a Constantinopla/Estambul. Un tratado geográfico chino del siglo XVI, por ejemplo, registró que «Su ciudad tiene dos murallas. Un príncipe soberano vive en la ciudad...»

#### Puertas
La muralla contenía nueve puertas principales, que perforaban tanto el interior como el exterior, y varias poternas más pequeñas. La identificación exacta de varias puertas es discutible por varias razones. Los cronistas bizantinos proporcionan más nombres que el número de puertas, los nombres griegos originales cayeron en su mayoría en desuso durante el período otomano, y las fuentes literarias y arqueológicas proporcionan información a menudo contradictoria. Solo tres puertas, la Puerta Dorada, la Puerta de Rhegion y la Puerta de Charisius, pueden establecerse directamente a partir de la evidencia literaria.
En la nomenclatura tradicional, establecida por Philipp Anton Dethier en 1873, las puertas se distinguen en «puertas públicas» y «puertas militares», que se alternan a lo largo de los muros. Según la teoría de Dethier, a las primeras se les dio un nombre y estaban abiertas al tráfico civil, conduciendo a través del foso en puentes, mientras que las segundas eran conocidas por números, restringidas al uso militar y solo conducían a las secciones exteriores de las murallas. En la actualidad, esta división se mantiene, si es que se conserva, sólo como una convención historiográfica. Primero, hay razones suficientes para creer que varias de las «puertas militares» también fueron utilizadas para el tráfico civil. Además, algunos de ellos tienen nombres propios, y se ha demostrado que la secuencia establecida para numerarlos, basada en su correspondencia percibida con los nombres de ciertos barrios de la ciudad que se encuentran entre las murallas de Constantino y Teodosio que tienen orígenes numéricos, es errónea: por ejemplo, el Deuterón, el «segundo» cuarto, no estaba ubicado en el suroeste detrás de la Puerta del Deuterón o «segunda puerta militar» como era de esperar, sino en la parte noroeste de la ciudad.

##### Primera Puerta Militar
Esta puerta es una pequeña poterna, que se encuentra en la primera torre de los muros terrestres, en el cruce con el malecón. Presenta un cristograma de Chi-Rhō coronando la parte superior. Fue conocida a finales de la época otomana como Tabak Kapı.

##### Puerta Dorada

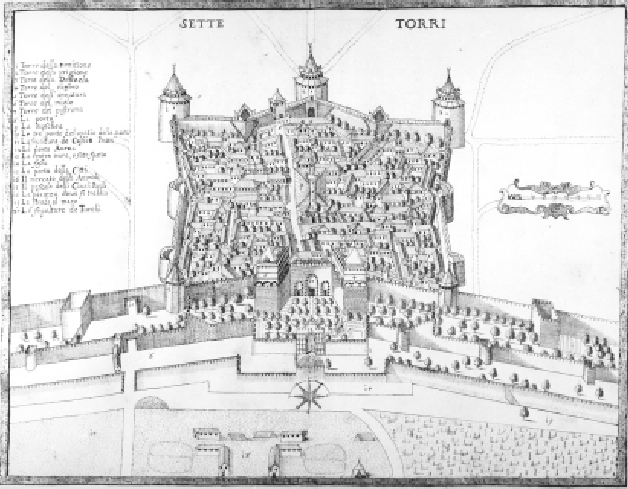
La Puerta Dorada y el Castillo de las Siete Torres en 1685. Es evidente el denso asentamiento dentro de los muros de la fortaleza, así como la Puerta Dorada aún conservada, decorada con paneles en relieve.

Siguiendo las murallas de sur a norte, la Puerta Dorada (en griego, Χρυσεία Πύλη, Chryseia Pylē; en latín, Porta Aurea; en turco, Altınkapı o Yaldızlıkapı), es la primera puerta con la que se encontraban los viajeros. Era la principal entrada ceremonial a la capital, utilizada especialmente para ocasiones de entrada triunfal de un emperador a la capital con motivo de victorias militares u otras ocasiones estatales como las coronaciones. En contadas ocasiones, como señal de honor, se permitió la entrada por la puerta a visitantes no imperiales: legados papales (en 519 y 868) y, en 710, al papa Constantino. La puerta fue utilizada para entradas triunfales hasta el período comneno; a partir de entonces, la única ocasión en la que fue utilizada de forma tradicional fue en la entrada de Miguel VIII Paleólogo en la ciudad el 15 de agosto de 1261, tras su reconquista a los latinos. Con el declive progresivo de las fortunas militares de Bizancio, las puertas fueron tapiadas y reducidas de tamaño en el período paleólogo posterior, y el complejo se convirtió en una ciudadela y refugio. La Puerta Dorada fue emulada en otros lugares, con varias ciudades nombrando así su entrada principal, por ejemplo, Tesalónica (también conocida como la Puerta Vardar) o Antioquía (la Puerta de Dafne), así como la Rus de Kiev, que construyó monumentales «puertas doradas» en Kiev y Vladímir. La entrada a la bahía de San Francisco en California recibió el mismo nombre de Golden Gate a mediados del siglo XIX, en un homenaje histórico lejano a Bizancio.
La fecha de la construcción de la puerta es incierta, con los eruditos divididos entre Teodosio I y Teodosio II. Antiguamente, los eruditos favorecían al primero, pero la opinión mayoritaria actual tiende al segundo, lo que significa que la puerta se construyó como parte integral de las murallas de Teodosio. El debate se ha trasladado a una inscripción en latín en letras de metal, ahora perdidas, que se encontraba sobre las puertas y conmemoraba su dorado en celebración de la derrota de un usurpador anónimo:

Haec loca Theudosius decorat post fata tyranni.
aurea saecla gerit qui portam construit auro.
Teodosio adornó estos lugares después de la caída del tirano.
Él trajo una edad dorada que construyó la puerta dorada.

Curiosamente, aunque la leyenda no ha sido reportada por ningún autor bizantino conocido, una investigación de los agujeros supervivientes en los que se remacharon las letras de metal verificó su exactitud. También mostró que la primera línea estaba en la cara occidental del arco, mientras que la segunda se encontraba en la oriental. Según la opinión actual, esto se refiere al usurpador Juan (r. 423–425), mientras que según los partidarios de la visión tradicional, indica la construcción de la puerta como un arco triunfal independiente en 388–391 para conmemorar la derrota del usurpador Magno Máximo (r. 383–388), y que solo más tarde fue incorporada a las murallas de Teodosio.

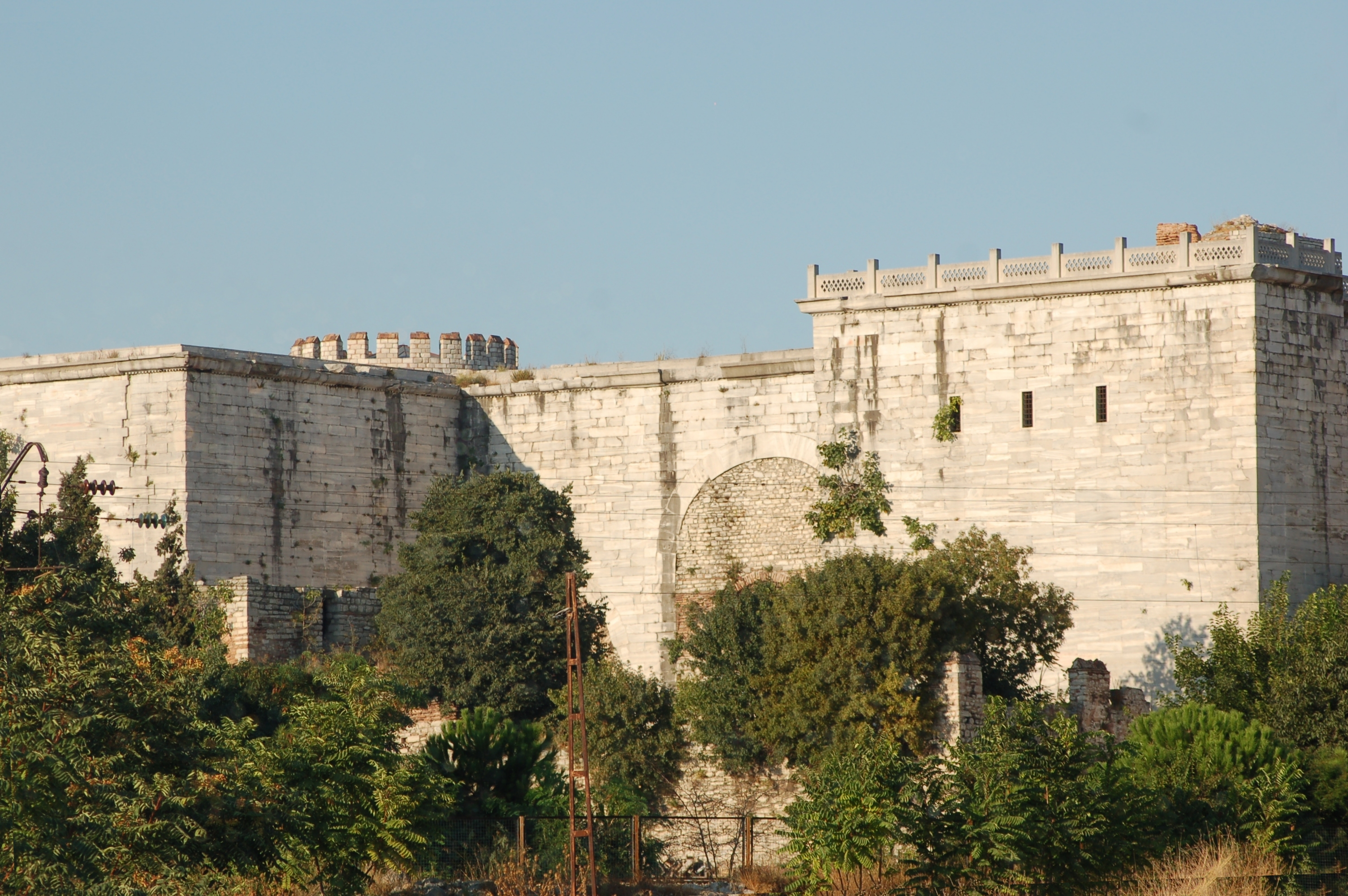
Fotografía moderna de la Puerta Dorada, que muestra las dos torres que la flanquean. También se ve la parte superior del arco central tapiado.

La puerta, construida con grandes bloques cuadrados de mármol blanco pulido ensamblados sin cemento, tiene la forma de un arco triunfal con tres puertas en arco, la del medio más grande que las otras dos. La puerta está flanqueada por dos grandes torres cuadradas, que forman las novena y décima torres del muro interior de Teodosio. Con la excepción del portal central, la puerta permanecería siempre abierta al tráfico diario. La estructura estaba ricamente decorada con numerosas estatuas, incluida una estatua de Teodosio I en una cuadriga tirada por elefantes en la parte superior, haciéndose eco de la Porta Triumphalis de Roma, que sobrevivió hasta que fue derrumbada en el terremoto de Constantinopla de 740. Otras esculturas fueron una gran cruz, que cayó en un terremoto en 561 o 562; una Victoria, que fue derribada en el reinado de Miguel III; y una Fortuna coronada de la ciudad. En 965, Nicéforo II instaló las puertas de la ciudad de bronce capturadas de Mopsuestia en el lugar de las originales.

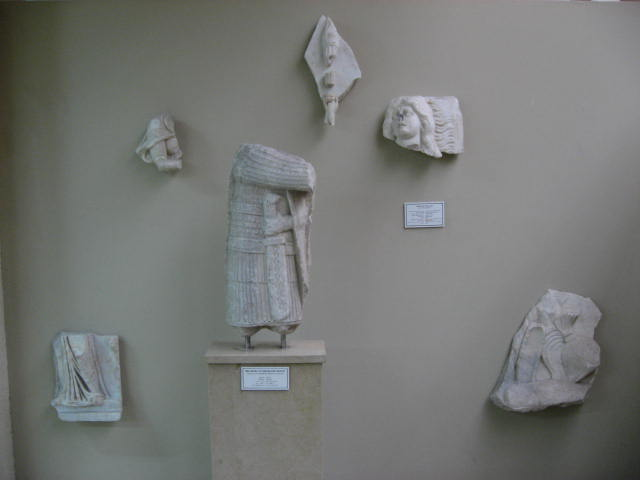
Fragmentos sobrevivientes de las estatuas que decoraban la puerta exterior de la Puerta Dorada, del Museo arqueológico de Estambul.

La puerta principal en sí se encontraba cubierta por un muro exterior, perforado por una sola puerta, que en siglos posteriores estuvo flanqueada por un conjunto de relieves de mármol reutilizados. Según las descripciones de Pierre Gilles y los viajeros ingleses del siglo XVII, estos relieves estaban dispuestos en dos niveles y presentaban escenas mitológicas, incluidos los trabajos de Hércules. Estos relieves, perdidos desde el siglo XVII con la excepción de algunos fragmentos que ahora se encuentran en el Museo arqueológico de Estambul, probablemente se colocaron en los siglos IX o X para simular la apariencia de una puerta triunfal. Según otras descripciones, la puerta exterior también estaba coronada por una estatua de la Victoria, que sostenía una corona.
A pesar de su papel ceremonial, la Puerta Dorada fue una de las posiciones más fuertes a lo largo de las murallas de la ciudad, resistiendo varios ataques durante los distintos asedios. Con la adición de muros transversales en los peribolos entre los muros interior y exterior, formó una fortaleza virtualmente separada. Su valor militar fue reconocido por Juan VI Cantacuceno (r. 1347-1354), quien registra que era prácticamente inexpugnable, capaz de almacenar provisiones durante tres años y desafiar a toda la ciudad si fuera necesario. Reparó las torres de mármol y guarneció el fuerte con soldados catalanes leales, pero tuvo que dárselo a Juan V Paleólogo (r. 1341-1391) cuando abdicó en 1354. Juan V deshizo las reparaciones de Cantacuceno y lo dejó sin vigilancia, pero en 1389–90 él también reconstruyó y amplió la fortaleza, erigiendo dos torres detrás de la puerta y extendiendo una muralla de unos 350 m hasta los malecones, formando así un recinto fortificado separado dentro de la ciudad que sirviera como último refugio. Luego, Juan V se vio obligado a huir poco después de un golpe liderado por su nieto, Juan VII. El fuerte resistió con éxito el asedio posterior que duró varios meses y en el que posiblemente se emplearon cañones. En 1391, Juan V se vio obligado a arrasar el fuerte debido a la presión del sultán Bayezid I (r. 1389-1402), quien amenazó con dejar ciego a su hijo Manuel, a quien tenía cautivo. El emperador Juan VIII Paleólogo (r. 1425-1448) intentó reconstruirlo en 1434, pero el sultán Murad II frustró sus planes.
Según una de las muchas leyendas griegas sobre la caída de Constantinopla ante los otomanos, cuando los turcos entraron en la ciudad, un ángel rescató al emperador Constantino XI Paleólogo, lo convirtió en mármol y lo colocó en una cueva bajo tierra cerca de la Puerta Dorada, donde espera ser resucitado para conquistar la ciudad de nuevo para los cristianos. La leyenda explica el posterior tapiado de la puerta como una precaución turca contra esta profecía.

##### Fortaleza de Yedikule
Después de conquistar Constantinopla en 1453, el sultán Mehmed II construyó un nuevo fuerte en 1458. Al agregar tres torres más grandes a las cuatro preexistentes (de la torre octava a la undécima) en el muro interior de Teodosio, formó la Fortaleza de las Siete Torres (en turco, Yedikule Hisarı o Zindanları). Perdió su función como puerta y, durante gran parte de la era otomana, se utilizó como tesorería, archivo y prisión estatal. Finalmente fue convertida en un museo en 1895.

### Murallas de Blanquerna

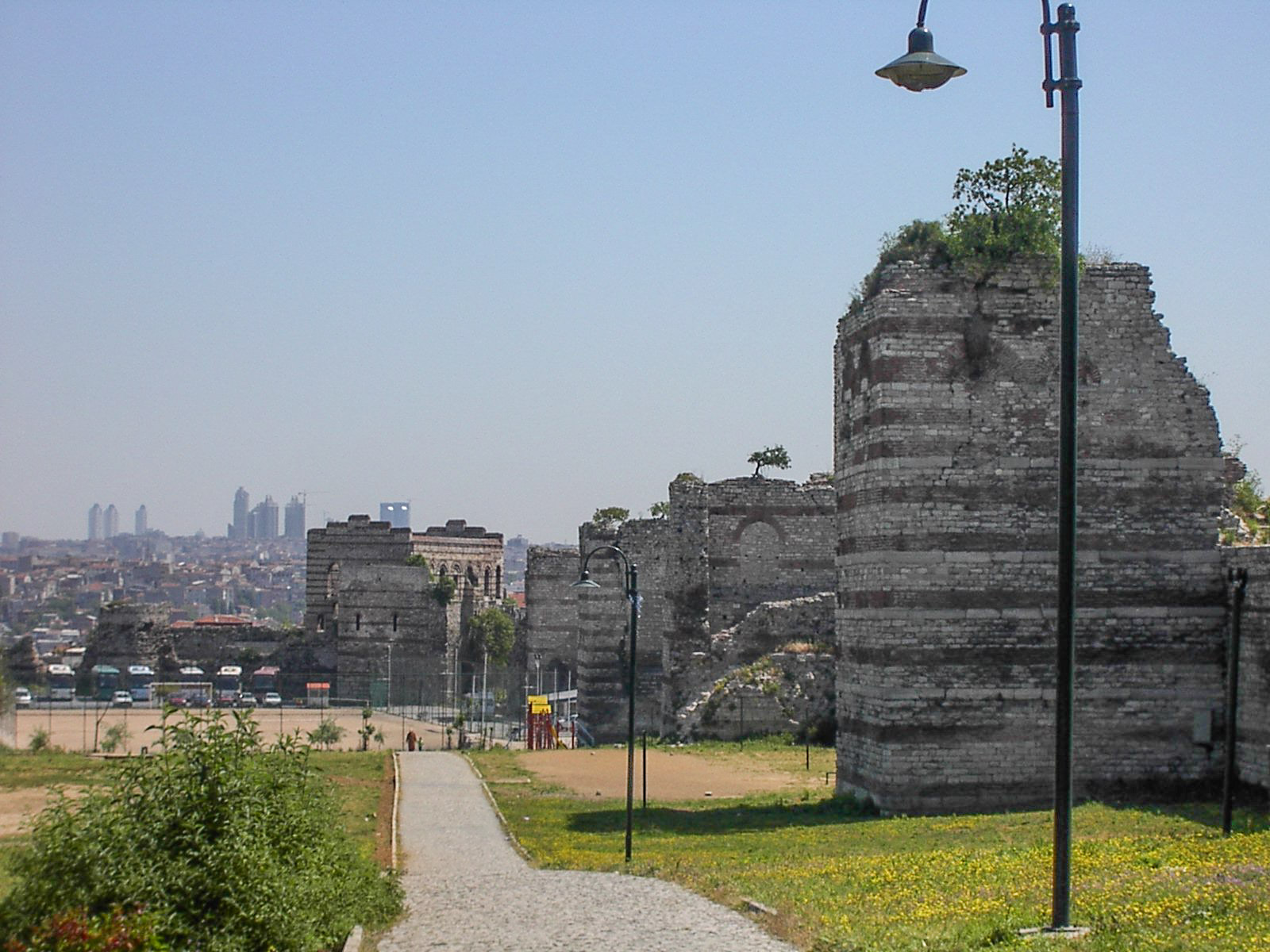
La sección de las murallas teodosianas que linda con las murallas de Blanquerna, con el Palacio de los Porfirogenetas al fondo, tal y como aparecen hoy en los suburbios de Estambul.

Las murallas de Blanquerna conectan con las murallas de Teodosio, que terminan a la altura del Palacio de los Porfirogenetas (en turco: Tekfur Sarayı), con el malecón del Cuerno de Oro. Consisten en una serie de paredes únicas construidas en diferentes épocas, que cubren el suburbio de Blanquerna. Por lo general, miden entre 12 y 15 metros de altura, son más gruesos que las murallas teodosianas y tienen torres más espaciadas. Situadas en una pendiente pronunciada, carecían de foso, excepto en su extremo inferior hacia el Cuerno de Oro, donde el emperador Juan VI Cantacuceno había hecho cavar uno.
La cuestión de las fortificaciones originales en esta área ha sido examinada por varios estudiosos, y se han propuesto varias teorías sobre su curso. Se sabe por la Notitia Urbis Constantinopolitanae que la XIV región, que comprendía a Blanquerna, estaba separada y estaba rodeada por un muro propio. Además, se registra que originalmente, y al menos anteriormente al asedio avaro-sasánida de 626, cuando fueron incendiados, los importantes santuarios de Panagia Blachernitissa y San Nicolás se encontraban a las afueras de las fortificaciones del barrio. Se conservan vestigios de las murallas del barrio, que van desde la zona del Palacio de los Porfirogenetas en línea recta hasta la llamada prisión de Anemas. Por lo tanto, se puede rastrear aproximadamente que el barrio fortificado original comprendía las dos estribaciones norte de la séptima colina de la ciudad en un triángulo, que se extiende desde el palacio hasta la prisión, y desde allí hasta la iglesia de San Demetrio Kanabos y desde allí nuevamente hasta el palacio. Estas fortificaciones eran aparentemente más antiguas que las murallas de Teodosio, probablemente datan de algún momento del siglo IV, y luego se conectaron a las nuevas murallas de la ciudad bajo Teodosio II, con la muralla occidental formando la cara exterior de las defensas de la ciudad y la muralla oriental cayendo en descuido.
En la actualidad, las murallas de Teodosio están conectadas en las proximidades del Palacio de los Porfirogenetas con un muro corto, que presenta un postigo, probablemente el postigo del Porphyrogenitus (πυλὶς τοῦ Πορφυρογεννήτου) registrado por Juan VI Cantacuceno, y se extiende desde el palacio hasta la primera torre de la llamada muralla de Manuel Comneno. Según lo registrado por el historiador Nicetas Coniata, ese muro fue construido por el emperador Manuel I Comneno (r. 1143-1180) como protección del Palacio imperial de Blaquernas, desde finales del siglo XI la residencia preferida de los emperadores. Es una fortificación arquitectónicamente excelente, que consta de una serie de arcos cerrados en su cara exterior, construidos con mampostería más grande de lo habitual y más gruesa que las murallas teodosianas, que miden unos 5 m en la parte superior. Cuenta con ocho torres redondas y octogonales, mientras que la última es cuadrada. El muro se extiende por 220 m, comenzando en un ángulo casi recto desde la línea de las murallas teodosianos, yendo hacia el oeste hasta la tercera torre y luego girando bruscamente hacia el norte. La calidad de la construcción del muro se demostró en el asedio otomano final, cuando los repetidos ataques, los bombardeos intensivos (incluido el gran bombardeo de Orbán) y los intentos de socavarlo fracasaron. La muralla de Comneno carece de foso, ya que el terreno difícil de la zona lo hace innecesario. El muro presenta una postera, entre la segunda y la tercera torres, y una puerta grande, la Eğri Kapı («Puerta torcida»), entre las torres sexta y séptima. Su nombre turco proviene de la curva cerrada de la carretera frente a él para pasar alrededor de una tumba que se supone que pertenece a Hazret Hafiz, un compañero de Mahoma que murió allí durante el primer asedio árabe de la ciudad. Por lo general, pero no de manera concluyente, se identifica con la puerta bizantina de Kaligaria (πόρτα ἐν τοῖς Καλιγαρίοις, porta en tois Kaligariois), la «puerta del barrio de los zapateros» (cf. latín caliga, «sandalia»).
Desde la última torre de la muralla de Manuel Comneno hasta la llamada prisión de Anemas se extiende otra muralla, de unos 150 m de longitud, con cuatro torres cuadradas. Probablemente sea de una fecha posterior y de una calidad notablemente inferior a la del muro de Comneno, siendo menos gruesa y con piedras más pequeñas y tejas de ladrillo utilizadas en su construcción. También tiene inscripciones que conmemoran las reparaciones en 1188, 1317 y 1441. Un postigo amurallado después de la segunda torre se identifica comúnmente con la puerta de Gyrolimne (πύλη τῆς Γυρολίμνης, pylē tēs Gyrolimnēs), llamado así por el Argyra Limnē, el «Lago de Plata», que estaba a la cabeza del Cuerno de Oro. Probablemente sirvió al Palacio de Blaquernas, como lo demuestra su decoración con tres bustos imperiales. Sin embargo, Schneider sugiere que el nombre podría referirse más bien al Eğri Kapı.
Luego viene el muro exterior de la prisión de Anemas, que se conecta a un doble tramo de muros. El muro exterior se conoce como la muralla de León, ya que fue construida por León V el Armenio (r. 813-820) en 813 para protegerse contra el asedio del gobernante búlgaro Krum. Este muro fue luego extendido hacia el sur por Miguel II (r. 820-829). La muralla es una estructura relativamente ligera, de menos de 3 m de espesor, apuntalada por arcos que sostienen su pretil y con cuatro torres y numerosas aspilleras. Detrás de la muralla leonina se encuentra una muralla interior, que fue renovada y reforzada con la adición de tres torres hexagonales particularmente hermosas por parte del emperador Teófilo (r. 829-842). Las dos paredes están separadas por unos 26 m y están atravesadas por una puerta cada una, y juntas forman la puerta de Blanquerna (πόρτα τῶν Βλαχερνῶν, porta tōn Blachernōn). Las dos paredes forman un recinto fortificado, llamado el Brachionion o Brachiolion («brazalete») de Blanquerna (βραχιόνιον/βραχιόλιον τῶν Βλαχερνῶν) por los bizantinos, y conocido después de la captura otomana de la ciudad en griego como Pentaentaργτον (ραύγτον, «Cinco Torres»), en alusión a la fortaleza de Yedikule (Gk. Heptapyrgion). El muro interior es identificado tradicionalmente por eruditos como van Millingen y Janin con la muralla de Heraclio, construido por el emperador Heraclio (r. 610-641) después del asedio avaro-sasánida para encerrar y proteger la Panagia Blachernitissa. Schneider lo identificó en parte con el Pteron (Πτερόν, «ala»), construido en la época de Teodosio II para cubrir el flanco norte de las Blaquernas (de ahí su designación alternativa como proteichisma, «obra exterior») desde la prisión de Anemas hasta el Cuerno de Oro. En consecuencia, Schneider transfirió la identidad de la muralla de Heraclio en el tramo corto del malecón directamente adherido al este, que muestra una arquitectura distinta. La identidad del Pteron sigue siendo una cuestión sin resolver entre los estudiosos modernos.
Otro muro corto fue agregado en tiempos posteriores, probablemente durante el reinado de Teófilo, que se extiende desde la unión de la tierra y los muros del mar hasta el mar mismo, y atravesado por la llamada puerta de Madera (Ξυλίνη πύλη, Xylinē pylē, o Ξυλόπορτα, Xyloporta). Tanto este muro como la puerta fueron demolidos en 1868.

### Trabajos de conservación y restauración de las murallas terrestres
Las murallas terrestres atraviesan el corazón de la moderna Estambul, con un cinturón de zonas verdes flanqueando su curso. Están atravesados a intervalos por carreteras modernas que conducen hacia el oeste fuera de la ciudad. Muchas secciones fueron restauradas durante la década de 1980, con el apoyo financiero de la UNESCO, pero el programa de restauración ha sido criticado por destruir evidencia histórica, enfocándose en la restauración superficial, el uso de materiales inapropiados y la mala calidad del trabajo. Esto se hizo evidente en los terremotos de 1999, cuando las secciones restauradas colapsaron mientras que la estructura original debajo permaneció intacta. La amenaza que representa la contaminación urbana y la falta de un esfuerzo de restauración integral llevó al World Monuments Fund a incluirlos en su lista de vigilancia de los 100 sitios más amenazados en el mundo de 2008.

## Murallas marítimas

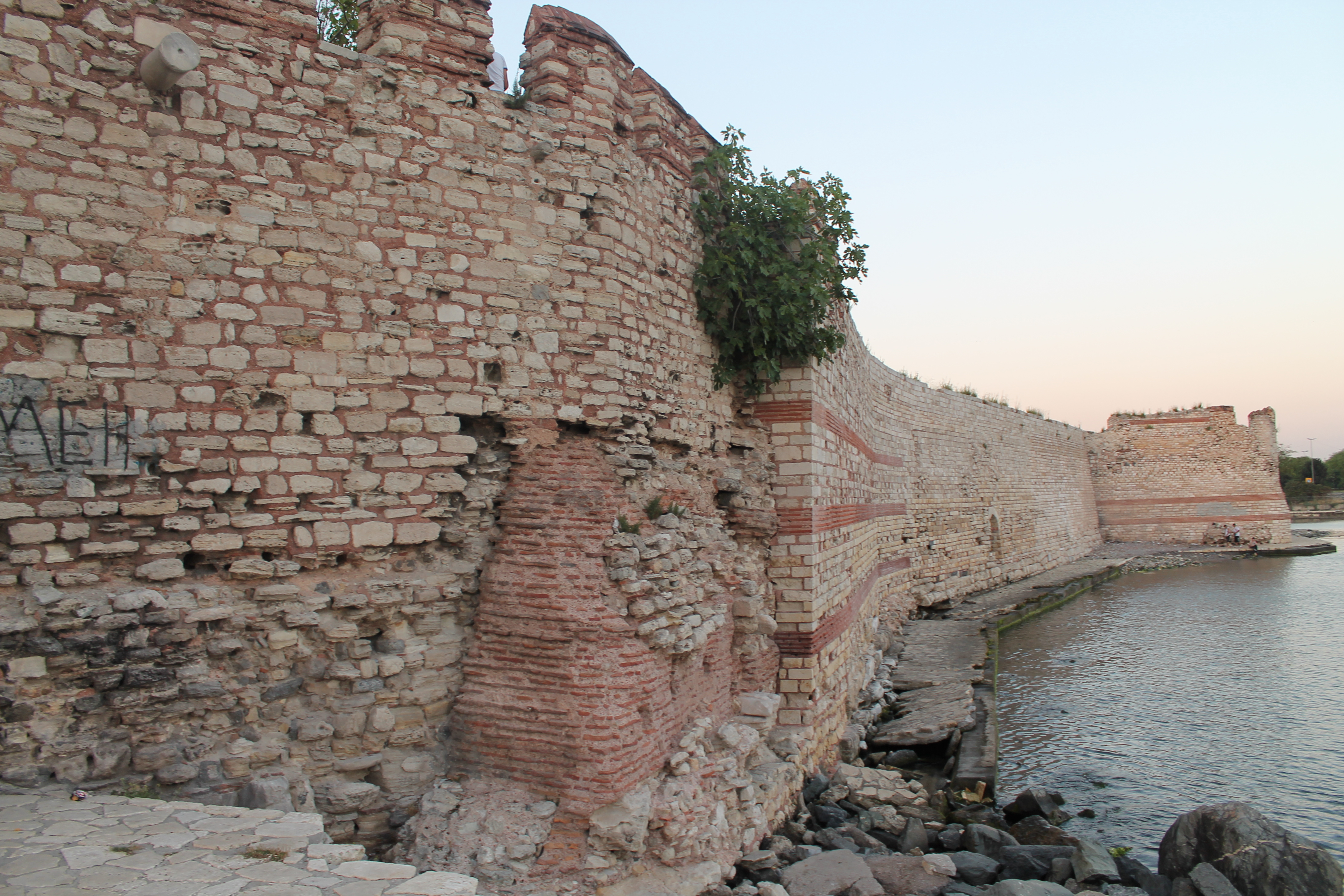
La única parte de las murallas donde estas y el mar se encuentran cerca de Yenikapı.

Las murallas marítimas (en griego: τείχη παράλια, teichē paralia) encerraban la ciudad a los lados del mar de Mármara (Propontis) y el golfo del Cuerno de Oro (χρυσοῦν κέρας). Aunque la ciudad original de Bizancio ciertamente tenía diques, cuyos vestigios sobreviven, la fecha exacta de la construcción de las murallas medievales es un tema de debate. Tradicionalmente, los eruditos atribuyeron las murallas marítimas a Constantino I, junto con la construcción de la muralla terrestre principal. La primera referencia conocida a su construcción se produce en 439, cuando se ordenó al prefecto urbano Ciro de Panópolis (a menudo confundido en las fuentes con el prefecto pretoriano Constantino) que reparara las murallas de la ciudad y las completara en el lado del mar. Ciertamente, esta actividad no es ajena al hecho de que en el mismo año Cartago cayó ante los vándalos, hecho que marcó el surgimiento de una amenaza naval en el Mediterráneo. Esta construcción de dos fases sigue siendo el consenso general, pero Cyril Mango duda de la existencia de fortificaciones marítimas durante la antigüedad tardía, ya que las fuentes contemporáneas no las mencionan específicamente como existentes hasta mucho más tarde, alrededor del año 700.

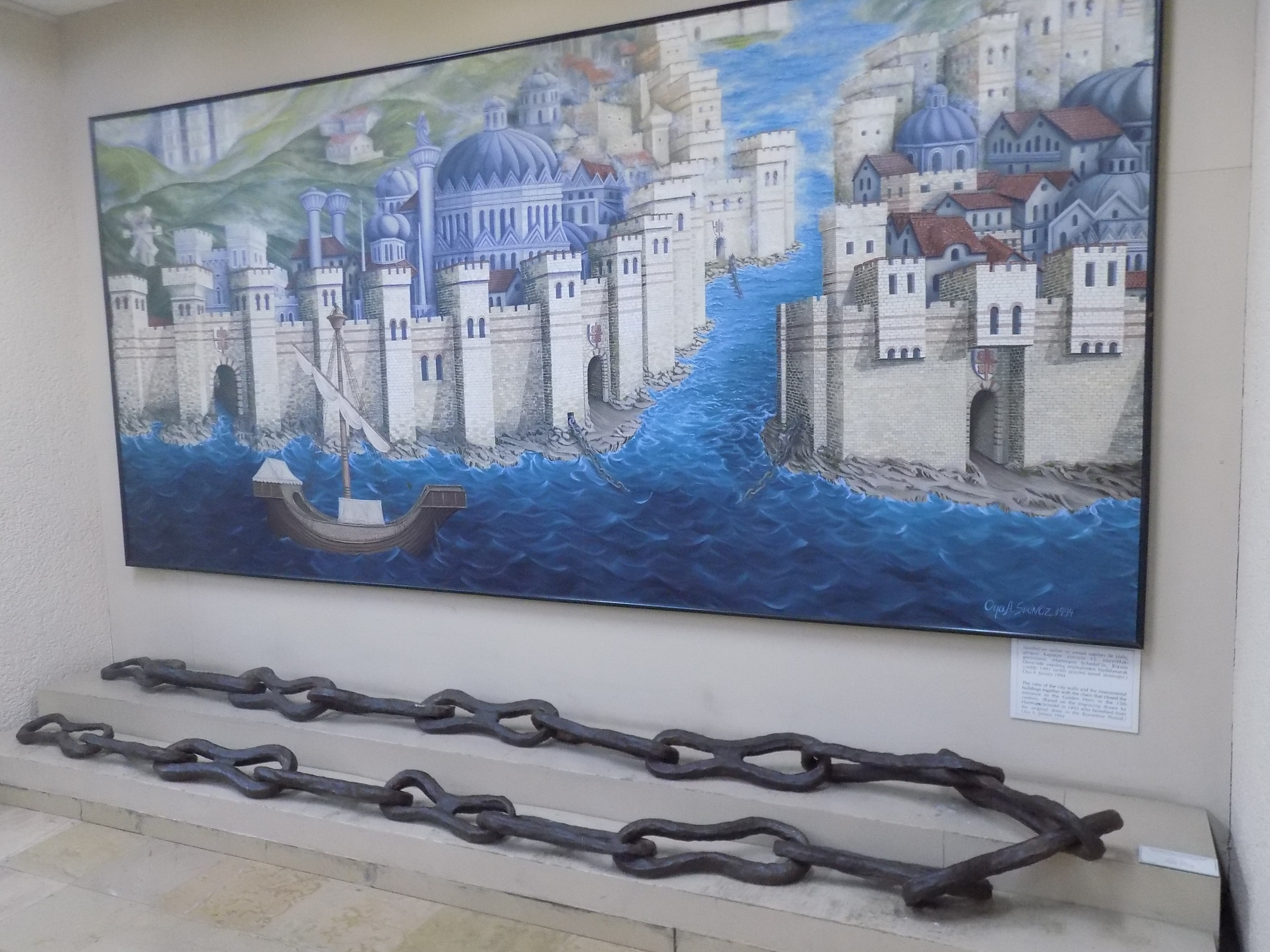
La cadena que cerró la entrada al Cuerno de Oro en 1453, ahora en exhibición en el Museo arqueológico de Estambul.

Los muros marítimos eran arquitectónicamente similares a los muros de Teodosio, pero de construcción más simple. Estaban formados por un solo muro, considerablemente más bajo que los muros terrestres, con circuitos internos en las ubicaciones de los puertos. El acceso de los enemigos a las murallas que dan al Cuerno de Oro fue impedido por la presencia de una pesada cadena o botavara, instalada por el emperador León III (r. 717-741), sostenida por barriles flotantes y que se extendía a lo largo de la boca de la ensenada. Un extremo de esta cadena estaba sujeto a la Torre de Eugenio, en el moderno suburbio de Sirkeci, y el otro en Galata, a una gran torre cuadrada, el Kastellion, cuyo sótano se convirtió más tarde en la mezquita subterránea de Yeraltı. Al mismo tiempo, en la costa del Mármara, la defensa de la ciudad fue ayudada por fuertes corrientes, lo que hizo casi imposible el ataque de una flota. Según Geoffrey de Villehardouin, fue por esta razón que la cuarta cruzada no atacó la ciudad desde este lado.
Durante los primeros siglos de su existencia, Constantinopla enfrentó pocas amenazas navales. Especialmente después de las guerras de Justiniano, el Mediterráneo se había convertido nuevamente en un «lago romano». Fue durante el primer asedio de la ciudad por parte de los ávaros y los persas sasánidas que, por primera vez, se libró un enfrentamiento naval en la propia ciudad. Después de las conquistas árabes de Siria y Egipto, surgió una nueva amenaza naval. En respuesta, los diques fueron renovados a principios del siglo VIII bajo Tiberio III (r. 698-705) o Anastasio II (r. 713-715). Miguel II (r. 820–829) inició una reconstrucción a gran escala, finalmente completada por su sucesor Teófilo (r. 829–842), que aumentó su altura. Como estas reparaciones coincidieron con la captura de Creta por los sarracenos, no se repararon en gastos: como escribió Constantino Manasés, «las monedas de oro del reino se gastaron tan libremente como piedras sin valor.» Las numerosas inscripciones encontradas o registradas que llevan su nombre, más que las de cualquier otro emperador, atestiguan el extenso trabajo de Teófilo, esencialmente reconstruyendo los muros marítimos. A pesar de los futuros cambios y restauraciones, estos muros protegerían esencialmente la ciudad hasta el final del imperio.

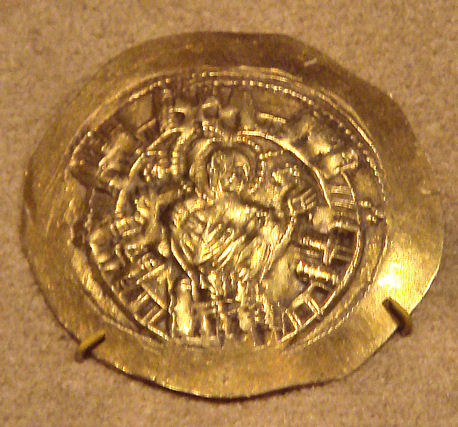
La Virgen María surgiendo de entre las murallas de Constantinopla. Moneda de Miguel VIII Paleólogo, que conmemora la reconquista de Constantinopla en 1261.

No obstante, durante el asedio de la ciudad por parte de la cuarta cruzada, las murallas marítimas demostraron ser un punto débil en las defensas de la ciudad, ya que los venecianos lograron asaltarlas. Después de esta experiencia, Miguel VIII Paleólogo (r. 1259-1282) tuvo especial cuidado en realzar y fortalecer las murallas marítimas inmediatamente después de la reconquista bizantina de la ciudad en 1261, ya que un intento latino de recuperar la ciudad se consideraba inminente. Además, la instalación de los genoveses en Galata a través del Cuerno de Oro, acordada en el tratado de Ninfeo, planteó una amenaza potencial adicional para la ciudad. Al ser poco el tiempo disponible, como se esperaba un intento latino de recuperar la ciudad, los diques se realzaron con la adición de mamparas de madera y cubiertas de cuero de dos metros de altura. Diez años más tarde, frente a la amenaza de una invasión de Carlos de Anjou, se construyó una segunda línea de murallas detrás de las murallas marítimas originales, aunque en la actualidad no sobrevive ningún rastro de ellas.
Los muros fueron nuevamente restaurados en el reinado de Andrónico II Paleólogo (r. 1282-1328) y nuevamente bajo su sucesor Andrónico III Paleólogo (r. 1328-1341), cuando, el 12 de febrero de 1332, una gran tormenta causó brechas en el muro y forzó las puertas hacía el mar. En 1351, cuando el imperio estaba en guerra con los genoveses, Juan VI Cantacuceno volvió a reparar los muros e incluso abrió un foso frente al muro que da al Cuerno de Oro. Se registran otras reparaciones para 1434, nuevamente contra los genoveses, y nuevamente en los años previos al asedio final y la caída de la ciudad a los otomanos, en parte con fondos proporcionados por el déspota de Serbia, Đurađ Branković.

## Ataques a la ciudad
Situada en la parte occidental del Estrecho del Bósforo, que separa la Península de Anatolia con Europa, la situación de la capital bizantina se presentaba como un importante activo económico. El control de la ciudad permitía controlar el acceso al Mar Negro y a su vez, proporcionaba una gran capacidad de proyección marítima que permitía el dominio marítimo sobre la zona oriental del Mediterráneo. Asimismo, funcionaba como una frontera natural y cultural entre la Europa cristiana el mundo musulmán (característica que compartía con el estrecho de Gibraltar) y como catalizador del gran potencial comercial de la zona. De este modo, se comprende el afán por parte de multitud de culturas y países por tratar de tomar o saquear Constantinopla a lo largo de la historia, convirtiéndose así en el objetivo o ambición de muchos de ellos, con resultados variados: 

### Ataques rusos del 860 y el 941
En 860, una fuerza del Kanato de Rus navegó a lo largo de los ríos del sur de Rusia y Ucrania, y atravesaron el Mar Negro, para poner a la ciudad bajo asedio. Sus ataques fueron de gran violencia, ejecutando a un gran número de personas, y ordenaron el saqueo de casi todas las aldeas que tenían contacto con Constantinopla, pero cuando trataron de llegar a la capital, fueron repelidos rápidamente por las tropas del emperador Miguel III, el cual acababa de llegar a la capital desde Anatolia. El ataque resultó en un fracaso.
En 941, los rusos y sus aliados los pechenegos armaron una flota de 1000 barcos, desembarcaron en las costas de Asia Menor, y conquistaron Bitinia en mayo de ese mismo año. En esos momentos, Constantinopla era vulnerable debido a que los bizantinos estaban en guerra con los árabes por el control del Mediterráneo. Lecapeno fue quien organizó la defensa en contra de los invasores, y desplegó unos quince buques de guerra con fuego griego. La intención de los Rus y sus aliados era capturar las flotas y a sus tripulaciones, pero desconocían el arma secreta de los bizantinos, el fuego griego, arma decisiva para la contienda naval. Los bizantinos consiguieron dispersar la flota rusa, pero no pudieron impedir los saqueos y las matanzas que los “paganos” orquestaron en las afueras de Constantinopla, como fue el caso de Nicomedia. Hay varias leyendas de las crueles ejecuciones rusas, desde crucifixiones a clavar clavos en la cabeza a sus víctimas.
En septiembre de ese mismo año, Juan Tzimisces y Bardas Focas, dos de los grandes generales de Constantinopla regresaron a la capital para repeler a los invasores, estos huyeron hacia Tracia (en la actual Macedonia), pero la flota de Teófanes, se les echó encima y según varias fuentes griegas, acabaron con todos los navíos rusos. Los pocos supervivientes que quedaron huyeron hacia Crimea, mientras que los prisioneros fueron ejecutados en la capital. Según varias fuentes jázaras, el líder ruso Igor logró escabullirse hasta el Mar Caspio pero murió luchando contra los árabes.

### La Cuarta Cruzada
En el año 1203, tras el fracaso de los cruzados para conseguir el transporte hacia Tierra Santa de su enorme ejército de casi 35,000 hombres, contrajeron una deuda con el dux Enrico Dandolo, de Venecia, por el impago de la gran flota que le habían encargado construir, y por tanto por la imposibilidad de imponer privilegios comerciales en las tierras que los cruzados conquistaran Tras una expedición para reconquistar la costa croata para Venecia, para así poder aplazar la deuda, un emisario llegó a los cruzados con una oferta del pretendiente al trono bizantino Alejo IV. Prometía el pago íntegro de la deuda a los venecianos si los cruzados tomaban Constantinopla y deponían al usurpador Alejo III, oferta que fue aceptada.
En 1203, el líder de los cruzados, Bonifacio de Montferrato, y el dux de Venecia, Enrico Dandolo, decidieron finalmente liderar un ejército para atacar la capital bizantina para cumplir con su parte del trato. En junio tuvo lugar el primer ataque a las murallas de Constantinopla, tras haber desembarcado el ejército cruzado-veneciano en la localidad de Gálata, anexa a la ciudad. El primer ataque, realizado desde el mar, resultó en fracaso, recibiendo los cruzados un gran número de bajas al ser las playas defendidas por los bizantinos tenazmente. De este asedio son características algunas cuestiones que facilitaron la victoria en favor del ejército cruzado: los muros de Constantinopla adolecían de algunos puntos débiles o, mejor dicho: no tan formidablemente fortificados. Una de sus debilidades poliorcéticas era el muro que había a orillas del Cuerno de Oro, ya en el interior de la ciudad puesto que, a pesar de que los diseñadores de la Muralla Teodosiana habían previsto la posibilidad de un ataque desde navíos y, para ello, habían construido una gruesa cadena de hierro dispuesta de una orilla a otra del Cuerno para evitar el paso de barcos enemigos, las murallas que delineaban con la parte occidental de la ciudad eran meramente para demarcar el perímetro del puerto, y no estaban ideadas para la defensa como tal. Sin embargo, el ataque cruzado empleó tácticas propias de la guerra medieval de aquel entonces: aparte del uso de escalas y arietes, también se intentó construir túneles bajo las murallas para tratar de derribarlas. Un peligro importante para los atacantes era el uso, por parte de los bizantinos, del llamado “fuego griego”, una sustancia, probablemente con un efecto de uso similar al Napalm actual, que era altamente inflamable y se adhería tanto a la piel como a la superficie del agua, produciendo un fuego muy difícil de extinguir. Para contrarrestarlo, y al ser ya conocido su uso en la Europa occidental, se cubrieron los barcos con cuero mojado.
Finalmente, el 17 de julio tuvo lugar el asalto final, liderado, supuestamente, por el mismo Enrico Dandolo, el cual tenía más de 90 años. Fueron empleados navíos para atacar varios puntos de la ciudad, e incluso algunos con torres para atacar las murallas directamente. Los venecianos, así, se hicieron con buena parte de la muralla, pero tuvieron que acudir en ayuda de los cruzados, que estaban atacando desde tierra. Para el final del día, los católicos habían vencido, deponiendo a Alejo III e instaurando a Alejo IV, el cual reinó poco, pues a los meses fue depuesto por ser visto como una marioneta de los cruzados, lo cual daría pie a un segundo asedio el año siguiente, que esta vez instauraría un imperio latino, gobernado por una monarquía de francos con capital en la misma Constantinopla.

### Caída ante los otomanos (1453)
La encarnizada toma de Constantinopla en 1453 le tomó al sultán Mehmed II más de un mes. Puso todos los recursos disponibles por el creciente Imperio Otomano a disposición de esta contienda, pues quería la ciudad a toda costa, como el punto estratégico fundamental para una expansión hacia Europa que era. El ejército otomano, según coinciden varias fuentes, estaría compuesto por entre 80,000 y 160,000 hombres provenientes de diferentes regiones del Imperio, aunque también hay otras que dicen que contaban con unos 400,000 soldados, 300,000 o 230,000, aunque como ya he se ha mencionado anteriormente, se suele coincidir con la primera cifra. Este gran ejército contaba con arqueros, tropas de asalto, o infantería ligera, y los más importantes de todos, los jenízaros, que eran las tropas de élite del sultán. Los jenízaros eran cristianos convertidos al islam, que eran capturados desde pequeños o eran antiguos esclavos, y se les instruía en el oficio de las armas y el islam, y eran muy temidos y feroces en combate. Además de contar con un numeroso ejército, Mehmed II poseía una logística militar muy superior a la de los defensores. Contaban con una flota en cuanto a número muy superior a la de los bizantinos, con unos 400 navíos, pero que a la hora de la verdad, eran bastante más pequeños y débiles que las naves bizantinas.
No obstante, Mehmed trajo consigo una gran novedad, 12 enormes cañones, con los que estaba dispuesto a destrozar las murallas. Según los escritos, el más grande pesaba unas nueve toneladas, hecho de bronce, capaz de lanzar proyectiles de 850 kilogramos a más de 1,5 kilómetros de distancia. Las defensas con las que contaban los defensores eran: unos 5000 soldados griegos, unos 26-28 navíos situados en el Cuerno de Oro. A esto además se le añade el apoyo de los ciudadanos de la ciudad, más el apoyo del mercenario Giovanni Giustiniani, al que el emperador Constantino le encargaría la defensa de la ciudad. Los hermanos del emperador no podían acudir en su ayuda, pues Mehmed II los tenía asediados para mantenerlos ocupados, y que no pudieran llegar a Constantinopla. Esto hacía pensar que los recursos otomanos disponibles parecían ilimitados a ojos de los bizantinos.
El asedio se centró principalmente en continuos cañonazos durante todo el día por parte de los otomanos, haciéndose notar el poderío de logística militar. En vista de su inferioridad, los bizantinos se concentran en las murallas de la parte oeste, ya que las de la parte este, aunque más vulnerable, dejaban su defensa a un puñado de hombres, al mar, y a la gran cadena de hierro levantada en el Cuerno de Oro, que impedía el paso de los navíos turcos hacia la ciudadela. Junto a los cañonazos, el sultán ordenó varios ataques frontales, que no obtuvieron éxito alguno, siendo siempre rechazados por los defensores. Por esto, Mehmed manda a sus navíos, que aunque eran más numerosos, tampoco pudieron derrotar a la flota bizantina. Pasaban los días para Mehmed, que sabía que en cualquier momento podrían llegar refuerzos a la ciudad, de los reinos europeos a los que Constantino había pedido ayuda. Mehmed ideó un plan que consistió en, con ayuda de plataformas de madera, pasar sus barcos atravesando el Cuerno de Oro, poniendo a Constantinopla entre dos frentes, los ataques exteriores ya mencionados con anterioridad, y ahora con el añadido de los turcos que traspasarían el Cuerno de Oro y podrían atacar también desde dentro. Los bizantinos planeaban, como medida desesperada, quemar la flota en un ataque sorpresa, pero el plan fue revelado a Mehmed desde dentro, apresando y ejecutando éste a los asaltantes, lo cual minó ya la baja moral de los defensores. El sultán logró hacer finalmente un gran boquete en las murallas con sus cañones, derribando parte de las grandes murallas que tantos asedios habían defendido durante casi un milenio, por lo que decidió lanzar una ofensiva final junto a los jenízaros, que lograron derrotar a los defensores de las murallas, e irrumpió en la ciudad que tanto había deseado. Los que pudieron escapar por el mar, lo hicieron, y los que no, quedaron a merced de los otomanos en la ciudad, y finalmente, aunque aún quedaban remanentes bizantinos en Grecia y Anatolia, el Imperio Bizantino había sido definitivamente derrotado.

## Guarniciones de la ciudad
Durante toda la existencia del Imperio bizantino, la guarnición de la ciudad fue bastante pequeña: los guardias imperiales y la pequeña guardia de la ciudad (la pedatoura o kerketon) bajo el prefecto urbano eran las únicas fuerzas armadas permanentes disponibles. Cualquier amenaza a la ciudad tendría que ser enfrentada por los ejércitos de campaña en las provincias, antes de que pudiera acercarse a la ciudad misma. En tiempos de necesidad, como el terremoto de 447 o las incursiones de los ávaros a principios del siglo VII, la población general, organizada en los gremios y las facciones del hipódromo, sería reclutada y armada, o se trajeron tropas adicionales desde los ejércitos provinciales.
En los primeros siglos, la guardia imperial estaba formada por las unidades de excubitores y escolas palatinas, que a finales del siglo VII habían declinado a ser tropas de desfile. Aproximadamente en esa época, Justiniano II estableció las primeras nuevas unidades de guardias para proteger el recinto del palacio imperial, mientras que en el siglo VIII los emperadores, enfrentados a sucesivas revueltas de los ejércitos de los themas y siguiendo políticas iconoclastas profundamente impopulares, establecieron a los tagmata imperiales como una fuerza de élite leal a ellos. Como los tagmata se usaban a menudo para formar el núcleo de los ejércitos expedicionarios imperiales, no siempre estaban presentes en la ciudad o cerca de ella. Solo dos de ellos, los Noumeroi y los Teicheiōtai, las unidades de guardia del palacio establecidas por Justiniano II, permanecieron estacionados permanentemente en Constantinopla, guarnecidos alrededor del distrito del palacio o en varios lugares, como iglesias en desuso, en la capital. Por lo tanto, las unidades presentes en la ciudad en un momento dado nunca fueron muy numerosas, en el mejor de los casos unos pocos miles, pero se complementaron con varios destacamentos estacionados alrededor de la capital, en Tracia y Bitinia.
El pequeño tamaño de la guarnición de la ciudad se debió al malestar de los emperadores y del pueblo por una gran fuerza militar permanente, tanto por temor a un levantamiento militar como por la considerable carga financiera que supondría su mantenimiento. Además, una gran fuerza era en gran medida innecesaria, debido a la seguridad inherente proporcionada por las propias murallas de la ciudad. Como señala el historiador John Haldon, «siempre que las puertas estuvieran aseguradas y las defensas provistas de una fuerza esquelética, la ciudad estaba a salvo incluso contra fuerzas muy grandes en el período anterior a la pólvora.»